# Anibarehamnen
Anibarehamnen (Anibare Harbour) är en hamn i Anibarebukten i Nauru. Den är vid sidan av hamnen i Aiwo viktig för industrin, och är en viktig hamn för fiskeindustrin. Byggningen av hamnen påbörjades i februari 2000 och blev färdig i september samma år. Ägarna är den nauriska regeringen och the Anibare Boat Harbour Community (ABHC). Projektet blev värdesatt till $ 10 000 000 av den japanska regeringen.
Innan byggningen blev sju platser på den nauriska kusten värderat, och den definitiva platsen blev Anibarebukten, eftersom en kanal redan fanns, och platsen var redan etablerad som en fiskeplats. Kanalen gjordes dock djupare och bredare. 
Installationer vid hamnen inkluderar en hamnbassäng där båtar lagras, en båtramp och ljusmarkörer, parkering för båtägare och vägar till anläggningen. Hamnbassängen används också som en offentlig badplats.